# 卯尾田毅太郎
卯尾田 毅太郎（うおた きたろう、1894年（明治27年）4月8日 - 1945年（昭和20年）6月16日）は、日本の政治家、実業家。衆議院議員、新湊町長。

## 経歴
富山県射水郡新湊町四十物町（現射水市八幡町）で、卯尾田兵次郎、やい夫妻の長男として大井清平宅で生まれる。文珠寺尋常高等小学校高等科を経て、1914年（大正3年）3月、富山県立高岡中学校を卒業。同年4月、早稲田大学商科に入学し、1918年（大正7年）7月に卒業した。
大学卒業後、神戸市の下里貿易商会に入社。1923年（大正12年）2月、新湊立憲青年党を結成し総理に就任。1927年（昭和2年）9月、富山県会議員に当選。以後、名誉職参事会員、新湊町長（6期）、新湊町職業紹介所長、都市計画富山地方委員会委員、新湊警防団長などを務めた。新湊町長在任中は、東町・荒屋大火の復興、新湊漁港の修築事業の推進、商船学校第三次廃校問題阻止、庄川堤防決壊水害の復興などに尽力した。
実業界では、新湊商工会会長、日本海木材 (株) 社長、新湊信用組合理事長、新湊産業組合理事長、富山県米穀商業組合連合会理事長、富山セメント (株) 社長、越中鉄道 (株) 取締役社長、日本海航空機工業 (株) 社長などを歴任した。
1937年（昭和12年）4月30日、第20回衆議院議員総選挙に富山県第二区から出馬して当選し、1942年（昭和17年）4月30日の第21回総選挙で翼賛政治体制協議会の推薦を受けて当選し、衆議院議員を二期務めた。この間、立憲民政党富山県支部長、鉄道省委員、翼賛政治会政調内務、商工兼務委員などを歴任した。

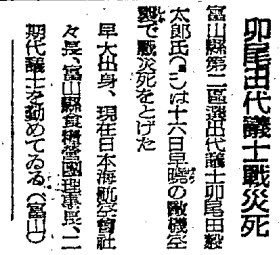
卯尾田の戦災死を報じる新聞記事

衆議院議員在任中の1945年（昭和20年）6月16日午前二時、米軍B-29から投下された機雷の中町（現:射水市放生津町）での大爆発により戦災死した。同年9月4日開会の第88回臨時帝国議会において衆議院議長島田俊雄は、卯尾田の逝去について「熾烈ナル空爆ノ犠牲ニナラレタノデアリマシテ洵ニ感慨無量ナルモノガアリマス」と弔事贈呈についての報告をした。
1967年（昭和42年）9月、当時の新湊市長内藤友明を会長とする卯尾田毅太郎顕彰会は、その功を讃えて放生津八幡宮に卯尾田の銅像を建立した。1988年（昭和63年）3月には同顕彰会により『憶 卯尾田毅太郎』が発行されている。